# Sergio García Fernández
|  | For fodboldspilleren, se Sergio García (fodboldspiller) |
Sergio García Fernández (født 9. januar 1980) er en spansk professionel golfspiller, der spiller både på PGA-touren og Europatouren.
García blev professionel i 1999 og fik sin første sejr på PGA-touren i MasterCard Colonial i 2001 og vandt samme år også Buick Classic. I 2002 vandt han Mercedes Championships og i 2004 vandt han EDS Byron Nelson Championship og Buick Classic for anden gang.
García var med på det europæiske Ryder Cup-hold i 1999, 2002, 2004, 2006, 2008, 2012, 2014 og 2018